# Ian Breakwell
Pour les articles homonymes, voir Breakwell.
Ian Breakwell, né le 26 mai 1943 à Long Eaton et mort le 14 octobre 2005 à Londres, est un artiste britannique (peintre, dessinateur, photographe).

## Biographie
Né le 26 mai 1943 à Long Eaton, il a étudié au Derby College of Art entre 1961 et 1965. Après l'obtention de son diplôme, il a déménagé à Smithfields à Londres. Dans les années 1970, il était membre du Artist Placement Group.
En 2004, on lui diagnostique un cancer. Il est mort le 14 octobre 2005.

## Œuvres
- The Walking Man diary, 1975-1978, photographies noir et blanc[4]